# Андрей (Шептицкий)
Митрополи́т Андре́й (в миру Роман Мария Александр Шептицкий, пол. Roman Maria Aleksander Szeptycki, укр. Роман Марія Олександр Шептицький; 29 июля 1865, село Прилбичи, Королевство Галиции и Лодомерии, Австрийская империя — 1 ноября 1944, Львов, Львовская область, Украинская ССР, СССР) — епископ Украинской грекокатолической церкви. Митрополит Галицкий и архиепископ Львовский с 17 декабря 1900 года по 1 ноября 1944 года. Граф, принадлежал к знатному западноукраинскому роду Шептицких. Доктор права. В среде своих сторонников из числа унийных христиан, представителей своей религиозной общины величался в том числе как Украинский Моисей, Духовный строитель, Лидер украинской нации, Великий митрополит.
За время своего служения значительно расширил влияние украинских униатов, которые при нём стали известны как Украинская грекокатолическая церковь (УГКЦ) как на землях Галиции, так и за рубежом (раньше греко-католиками на территории Австрийского государства обычно назывались православные христиане, подопечные патриархиям Восточной церкви, церкви Греческой и Русской в противовес римо-католикам, подопечным патриархам (папам) Рима и Латинской церкви, к которым относились критично). Будучи одним из самых богатых людей Галичины, щедро спонсировал украинские культурно-просветительские общества, выплачивал стипендии молодым художникам, в основном представителям подопечной ему религиозной общины. В 1905 году основал Национальный музей во Львове и приобрёл для него большое количество экспонатов. Поддерживал украинскую экономическую деятельность, способствовал открытию кооперативов. В 1901—1918 годах как митрополит Галицкий был невыборным депутатом Рейхсрата и Галицкого Сейма, которые, однако, посещал нечасто.

Наиболее известен приветственными письмами в 1941 году к Гитлеру при вступлении германских войск и в 1944 году — к Сталину в связи со вступлением советских войск на территорию Западной Украины.
Умер 1 ноября 1944 года в результате тяжёлой болезни.
Его преемником на посту архиепископа стал Иосиф Слипый.

## Биография

### Деятельность в Австро-Венгрии, России и Польше
Роман Шептицкий — представитель галицкого графского рода Шептицких. Брат Александра, Льва, Станислава Шептицких, Казимира (Климентия). Учился дома и в Кракове. 1 октября 1883 года поступил на службу в австро-венгерскую армию, но по причине слабого здоровья через несколько месяцев оставил службу. Окончил юридический факультет Вроцлавского университета, в 1888 году получил степень доктора права. Во время учёбы ездил в Италию (где был принят Львом XIII), а также в Киев и Москву, где общался с представителями украинского националистического движения.
В 1888 году принял монашество с именем Андрей, вступив в орден Святого Василия (базилиан). С 22 августа 1892 года — священник в Перемышле, затем в Добромиле. Учился в иезуитской семинарии в Кракове, получив степень доктора теологии в 1894 году. С 20 июня 1896 года — игумен монастыря Святого Онуфрия во Львове. В 1899 году был назначен императором Францем Иосифом I епископом Станиславовским.
Митрополит Галицкий
С 17 декабря 1900 года — митрополит Галицкий, архиепископ Львовский и епископ Каменец-Подольский (интронизация — 17 января 1901 года).
Занимался политикой, был депутатом Галицийского Сейма, австрийской Палаты Господ.
В 1906 году организовал первое паломничество галичан к Святой земле. В паломничестве приняли участие 500 человек.
Осенью 1908 года митрополит Андрей нелегально, по фальшивым документам въехал в Российскую империю и посетил подпольные униатские общины в Петербурге и Москве. В 1910 году ездил в США, где занимался организацией эмигрантов из Галиции. Посетил 21-й Евхаристический конгресс, проходивший в Монреале.
После начала Первой мировой войны выступил с поддержкой императора Австро-Венгрии. После Галицийской битвы Львов был занят русскими войсками, Шептицкий остался во Львове, со своими прихожанами. 19 сентября 1914 года был арестован русскими военными властями за антироссийские проповеди. Находился в ссылке в Киеве, Новгороде, Курске, а затем в почётном заключении в Спасо-Евфимиевском монастыре в Суздале.
Вскоре после Февральской революции освобождён Временным правительством по предложению министра юстиции Керенского. 29—31 мая 1917 года созвал Первый и учредительный Собор Российской грекокатолической церкви (РГКЦ), назначив своим экзархом в России протопресвитера Леонида Фёдорова.
В конце 1917 года вернулся во Львов. После окончания Первой мировой и распада Австро-Венгрии поддерживал идею независимой Западной Украины, за что арестовывался польскими властями.
Задолго до начала Второй мировой войны митрополит Шептицкий пользовался огромным уважением не только среди украинского населения, но и среди евреев. Владел письменным и разговорным ивритом. В 1935 году еврейская газета «Хвыля» поздравила митрополита с 70-летием. Гуманистическое и толерантное отношение к евреям неоднократно служило поводом для критики деятельности А. Шептицкого. Известно также, что во время «Дела Бейлиса» в октябре 1913 года Шептицкий публично опроверг кровавый навет на евреев:

Могу определённо заявить, что мне лично ничего не известно из общей еврейской религиозной науки, что могло бы послужить основанием ритуальной теории.— «Киевская мысль», 23 октября 1913. — С. 8.

### Отношения с националистическими организациями
В межвоенный период Шептицкий был сторонником мирного сосуществования между украинцами и поляками. При этом он поддерживал связи с эмигрантским руководством Украинской войсковой организации и Организации украинских националистов. Так, в 1933 году Евген Коновалец писал Шептицкому: «Я часто вспоминаю тот день, когда услышал от Вашей Экселенции слова о том, что рано или поздно международные факторы поручат именно немцам уничтожить большевистскую Россию… Время испытало нашу дружбу и сотрудничество с немцами и, испытав, показало, что, невзирая на многократные искушения поладить с поляками, мы избрали единственно правильную ориентацию… „Немцы являются самыми искренними друзьями Украины, — советовали Вы мне тогда, — с ними нужно искать контакт и сотрудничество“. Слова Вашей Экселенции были вещими… Да, Германия под руководством своего фюрера Адольфа Гитлера перед всем миром взяла на себя эту миссию. Почитаю за свою сыновнюю обязанность доложить вашей Экселенции о том, чего никто не знает, или знают только те, кто непосредственно прорабатывает планы и ведёт подготовку к осуществлению этой большой цели. В этой подготовке на нас возложена не последняя роль…».
В то же время Шептицкий не одобрял экстремистские методы Краевой экзекутивы ОУН на западноукраинских землях, которую возглавил Степан Бандера. В 1932 году в «Слове к украинской молодёжи» он предостерегал украинскую молодёжь от участия в её деятельности. Ещё более обострились отношения между Шептицким и руководством КЭ после того, как оно перешло к тактике политических убийств: «Преступление всегда есть преступление» и «Святому делу нельзя служить окровавленными руками», — так отозвался митрополит на убийство оуновцами директора украинской академической гимназии Ивана Бабия за «коллаборационизм». Резко осуждая убийство, митрополит писал в своём обращении: «Нет ни одного отца или матери, которые не проклинали бы руководителей, которые ведут молодёжь на бездорожье преступлений», «украинские террористы, которые безопасно сидят за границами края, используют наших детей для убийства родителей, а сами в ореоле героев радуются такому выгодному житью».
В 1938 году, после убийства Коновальца, Шептицкий поддержал провозглашение в качестве его преемника в ОУН полковника Андрея Мельника, который после выхода из польской тюрьмы почти на 12 лет фактически отошёл от «революционно-освободительной деятельности», став управляющим владениями самого митрополита. Благодаря этому между УГКЦ и ОУН завязалось тесное сотрудничество.

### Деятельность в начале Второй мировой войны
Деятельность митрополита Шептицкого в годы Второй мировой войны неоднозначна и противоречива. Возможно, на его позицию в отношении немецких оккупационных властей повлияла политика Советской власти на территории Западной Украины в 1939—1941 годах. Были на то и личные причины: 27 сентября 1939 года в Прилбичах сотрудниками НКВД были расстреляны брат А. Шептицкого Лев и его супруга, а позднее в Катыни — их сын Анджей. Иногда позицию митрополита объясняют как защитную мимикрию, которую Шептицкий пытался использовать для спасения украинцев и Украины во время войны.
25 июня 1939 года, за полтора месяца до начала войны, митрополит Шептицкий, в день своего юбилея, обратился к созданному «типу украинца-католика», призвав их организовать «батальоны смерти»:

«В последних войнах государства создавали то, что называем „батальоном смерти“ […] Молодые люди с бомбой, прижатой к груди, бросались из самолётов, чтобы бомбе хотя бы немного дать направление и с ней, жертвой своей жизни, уничтожать вражеские позиции. И среди нас, хрестовым воинством, есть батальоны смерти, в ряды которых издавна зазывают прежде всего вас, дорогие богословы […] Необходима жертва и жертва крайняя […] Наша проповедь должна быть временами проповедью кровавой жертвы».
Это выступление митрополита Шептицкого приветствовал Ватикан в лице папы Пия XII, заявившего следующее: «Вы не погибнете, потому что должны выполнить великое задание в истории церкви… Через Вас, украинцы, хочу присоединить „Восток“, а дорогу к этому объединению указал Шептицкий».
После польского похода Красной армии и занятия ей Львова (23 сентября 1939 г.) Шептицкий официально рекомендовал священникам сотрудничать с новыми властями, хотя он был настроен категорически отрицательно по этому поводу. После присоединения к СССР, 17 сентября 1939 года он тайно назначил: Николая Чарнецкого, Клеменса Шептицкого и Иосифа Слипого экзархами для проведения миссионерской деятельности в СССР. Уже под советской оккупацией, используя особые полномочия, предоставленные Папой Римским, в декабре 1939 года он тайно рукоположил епископа Иосифа Слипого и с согласия Пия XII назначил его в качестве коадъютора. В сентябре 1940 года он тайно назначил Антони Неманцевича экзархом для Белоруссии, а также своего брата Климентия Шептицкого для Великой России и Сибири. Последние действия не были поддержаны Ватиканом, который счёл их нецелесообразными. Римская курия неоднозначно отнеслась к иницииативам митрополита, желая сама заполнить всё конфессиональное пространство востока Европы. В сентябре 1940 года особые полномочия Шептицкого были аннулированы.
В 1940 году Шептицкий писал письма Иосифу Сталину и Никите Хрущеву, протестуя против злоупотреблений, которые учиняли представители советской власти на Западной Украине.

### Отношение с нацистским оккупационным режимом
В 1941 году после вторжения немецких войск и на следующий день после занятия Львова германскими войсками, он обратился к пастве с приветственным посланием по этому поводу, заявив: «Мы приветствуем победоносную немецкую армию, которая освободила нас от врага». Шептицкий поддержал провозглашение бандеровцами «Украинского государства» и формирование его правительства во главе с Ярославом Стецько (Стецько и несколько его соратников сумели получить аудиенцию у Шептицкого и добились от него письма с признанием новообразованного правительства. Они не стали информировать митрополита об остром конфликте между бандеровцами и мельниковцами).
В резиденции митрополита как почётные гости разместились офицеры батальона «Нахтигаль».
Бывший сотрудник абвера фельдфебель Альфонс Паулюс показал на Нюрнбергском процессе о первых днях оккупации и отношениях с УГКЦ:

… Кроме групп Бандеры и Мельника, пункт абвера, а также командование абвера 202, использовали Украинскую православную церковь. В учебных лагерях генерал-губернаторства проходили подготовку и священники украинской униатской церкви, которые принимали участие в выполнении наших заданий наряду с другими украинцами… Прибыв во Львов с командой 202-Б (подгруппа II), подполковник Айкерн установил контакт с митрополитом украинской униатской церкви. Митрополит граф Шептицкий, как сообщил мне Айкерн, был настроен пронемецки, предоставил свой дом в распоряжение Айкерна для команды 202, хотя этот дом и не был конфискован немецкими воинскими властями. Резиденция митрополита находилась в монастыре во Львове. Вся команда снабжалась из запасов монастыря. Обедал митрополит, по обыкновению, вместе с Айкерном и его ближайшими сотрудниками. Позднее Айкерн как начальник команды и руководитель отдела ОСТ приказал всем подчинённым ему отрядам устанавливать связь с церковью и поддерживать её.— ЦГАООУ, ф. 57, оп. 1, дело 338, стр. 241—250).
23 сентября 1941 года, после взятия немецкими войсками Киева, Шептицкий направил Гитлеру поздравительное письмо, в котором приветствовал фюрера как «непобедимого полководца несравненной и славной германской армии»:

Ваше Превосходительство! Как глава Украинской греко-католической церкви, я передаю вашему превосходительству мои сердечные поздравления по поводу овладения столицей Украины, златоглавым городом на Днепре — Киевом. Видим в вас непобедимого полководца несравненной и славной германской армии. Дело уничтожения и искоренения большевизма, которое вы себе как фюрер великого германского рейха взяли за цель в этом походе, обеспечивает вашему превосходительству благодарность всего христианского мира. Украинская греко-католическая церковь знает об истинном значении могучего движения германского народа под вашим руководством. Я буду молить Бога о благословении победы, которая явится залогом длительного мира для вашего превосходительства, германской армии и германской нации.
С особым уважением Андрей граф Шептицкий, митрополит— 
В октябре 1941 года Шептицкий не протестовал, когда немцы и их украинские пособники создали во Львове еврейский квартал, ставший в 1942 году еврейским гетто, где от голода и болезней каждый день умирали десятки человек. 15 октября Шептицкий жаловался католическому архиепископу Львова Болеславу Твардовскому на то, что «жидовские бандиты» (советские партизаны) нападают на представителей оккупационных властей.
В январе 1942 года Шептицкий совместно с другими украинскими националистическими деятелями снова предложил Гитлеру сотрудничество: «Мы заверяем Вас, Ваше превосходительство, что руководящие круги на Украине стремятся к самому тесному сотрудничеству с Германией, чтобы объединёнными силами немецкого и украинского народа… претворить в жизнь новый порядок на Украине и во всей Восточной Европе».
Приписываемые Шептицкому высказывания с призывами о сотрудничестве с немецкими оккупационными властями противоречивы. Так, в 1942 году «Послание митрополита Шептицкого к хлеборобам» содержало такой текст: «Командование немецкой армии просит меня, чтобы я огласил, что нужно платить налоги, контингенты» и т. д. В газете эти строки были опущены, и получилось, что обращение «о сдаче контингента» исходит непосредственно от Шептицкого. Церковные власти вынуждены были обратиться в газету с просьбой восстановить истинный текст сообщения.
Митрополит Андрей был противником обеих тоталитарных идеологий: коммунизма, так и германского национал-социализма, осуществленного на практике против населения Второй Польской Республики после агрессии Третьего Рейха и СССР обоими оккупантами — СССР и Третьим Рейхом. В письме от 29 августа 1942 года папе Пию XII митрополит Шептицкий писал:

После освобождения немецкой армией от большевистского ига от этого мы почувствовали некоторое облегчение, которое, однако, продолжалось не более одного-двух месяцев. Постепенно правительство ввело действительно непостижимый режим террора и коррупции […]. Сегодня вся страна согласна с тем, что власть Германии плохая, и даже в большей степени, дьявольская, чем власть большевиков" […]. 
Митрополит Андрей помогал гитлеровцам вывозить украинскую молодёжь на принудительные работы в Германию, опубликовав обращение по этому поводу. «Пребывание на чужбине в чём-то принесёт вам пользу и выгоду. Научитесь чужому языку, узнаете мир и людей, наберетесь житейского опыта, получите много знаний, которые могут пригодиться вам в жизни».
В 1946 году, в период ликвидации советской властью УГКЦ, сестра митрополита Елена Витер была арестована за участие в ОУН и осуждена в общей сложности к 30 годам лишения свободы. Брат Климентий был арестован в 1947 году, осуждён на 8 лет лишения свободы, умер во Владимирской тюрьме. За свои заслуги в деле спасения евреев он был посмертно признан Праведником мира.
В ноябре 1942 года митрополит, исходя из принципов христианских заповедей, написал пастырское письмо «Не убий!», адресованное в первую очередь полякам и украинцам и призвавшее прекратить вражду между ними.
Утверждается[кем?], что Гиммлер приказал арестовать Шептицкого, однако Гансу Франку и Отто Ляшу, которые руководили Галицией в то время, удалось удержать рейхсфюрера СС от этого шага — митрополит пользовался глубоким уважением среди народа, и его арест мог сильно дестабилизировать обстановку. Гестаповцы провели обыски в соборе Св. Юра, во время которых вскрывали даже мощи.
В 1943 году руководимое Шептицким униатское духовенство помогало оккупантам в создании 14-й гренадерской дивизии СС «Галичина», в составе которой воевали главным образом униаты из Западной Украины. В дивизию были направлены капелланы от УГКЦ, причём униатское духовенство агитировало галичан вступать в дивизию. В начале 1944 года Шептицкий предписал своим клирикам передавать немецким властям церковные колокола с целью их последующей переплавки для нужд фронта.
С Организацией украинских националистов митрополита Андрея Шептицкого, как и ранее, связывали сложные отношения. Он безуспешно пытался противодействовать расколу в организации, осуждал противостояние между бандеровцами и мельниковцами, убийства поляков и евреев. Представители польского подполья сообщали о конфликте между Шептицким и ОУН(б) по вопросу отношения к полякам. Тем не менее Шептицкий считал себя и далее связанным с украинским национальным движением и в переписке с римско-католическим архиепископом Львова Болеславом Твардовским осенью 1943 года пытался очистить украинцев вообще и украинских националистов в частности от обвинений в массовых убийствах польского населения. Он также укорял бандеровцев за отсутствие в УПА института капелланства.

### Участие в спасении евреев
Как уже было сказано ранее, митрополит Шептицкий резко выступал против проводимой немцами политики уничтожения евреев и против межнациональной розни, и вообще негативно относился к нацистской идеологии, как таковой. Он сам участвовал в спасении более сотни еврейских детей и нескольких семей еврейских раввинов, распорядившись укрывать их в своей резиденции, монастырях и церквях епархии. Благодаря его помощи они пережили войну, в том числе в том числе Лили Полманн со своей матерью, Адам Даниэль Ротфельд, Давид Кахане со своей семьёй, двое сыновей близкого друга митрополита — раввина в реформистской синагоге (Темпель) во Львове Йешкиля Левина, убитого немцами 1 июля 1941 года, два сына раввина Катовице Кальмана Хамейдеса.
Активную помощь также оказывали крестьяне окрестных сёл, предоставлявшие продукты питания, а также монахи и монахини, которые обеспечивали убежище раввинам и их семьям. Это по большей части были люди, бежавшие из гетто или из Яновского лагеря. Еврейских детей тайно вывозили в разные монастыри, прятали в криптах, в монастырских школах, детских приютах Львова и окрестностей, им выдавали фальшивые удостоверения о крещении. В этом участвовали монахи-студиты под руководством игумена Унивского монастыря Климентия, брата митрополита. Евреев тайно переправляли в Венгрию, где было более безопасно. В спасении евреев Андрею Шептицкому также оказывала значительную помощь сестра монастыря св. Иосифа Елена Витер. Вместе с Климентием Шептицким они помогли спрятать 53 человека на обувной фабрике и в монастыре монахов-студитов.
Андрей Шептицкий был единственным представителем церкви в Европе, кто обратился с письмом к Папе Римскому и лично к Гиммлеру, протестуя против геноцида евреев. Шептицкий также открыто защищал евреев и во время визита галицкого губернатора Отто Вехтера в начале 1943 года. Шептицкий считал Холокост варварским. Он запретил верующим помогать немцам в убийстве евреев.
Журналисты израильской ежедневной газеты Гаарец в сентябре 2005 года назвали Шептицкого украинским Шиндлером. По просьбе выжившего после Холокоста митрополита в Израиле возобновилось производство по заявлению Давида Кахане о награждении Андрея Шептицкого медалью «Праведник народов мира».

### Отношения с советской властью
В 1944 году, сразу после входа во Львов Красной Армии, Шептицкий отправил Сталину поздравительное послание:

Правителю СССР, главнокомандующему и великому маршалу непобедимой Красной Армии Иосифу Виссарионовичу Сталину привет и поклон.
После победоносного похода от Волги до Сана и дальше, вы снова присоединили западные украинские земли к великой Украине. За осуществление заветных желаний и стремлений украинцев, которые веками считали себя одним народом и хотели быть соединёнными в одном государстве, приносит вам украинский народ искреннюю благодарность. Эти светлые события и терпимость, с которой вы относитесь к нашей церкви, вызвали и в нашей церкви надежду, что она, как и весь народ, найдёт в СССР под вашим водительством полную свободу работы и развития в благополучии и счастье. За всё это следует вам, верховный вождь, глубокая благодарность от всех нас.
Митрополит Андрей Шептицкий.

7 сентября 1944 г. Шептицкий выступил на праздничной (впервые после освобождения Львова) сессии собора с речью, в которой высказался о коммунизме как доктрине с широкими мировыми тенденциями, осудил бандеровское движение и призвал духовенство к деятельному сотрудничеству с советской властью. Шептицкий успел подготовить и воззвание к ОУН-УПА с призывом сложить оружие и выйти из леса. В Москву была выслана делегация, которая посетила Московскую патриархию, Верховный Совет СССР и НКВД.
В беседе с уполномоченным Совета по делам религиозных культов при СНК УССР С. Даниленко-Кариным Шептицкий говорил: «Я искренне рад, что Советская власть освободила нас от этих немцев, и об этой радости и об обязанностях, вытекающих из неё, говорил и говорю верующим и духовенству. Не далее, как сегодня у меня состоялся собор местного духовенства и некоторых приезжих. Такие соборы у меня бывают каждый четверг. Так вот я поучал их, как нужно быть благодарным и покорным Советской власти, ниспосланной нам Богом, и духовенство с искренностью воспринимало и воспринимает мои поучения».
31 октября обратился с последним словом к своим подчинённым, в частности, сказал: «наша Церковь будет… разгромлена большевиками… держитесь, не отступайте от веры, святой Католической Церкви… Я вижу возрождение нашей Церкви. Она будет… занимать весь наш народ».
Андрей Шептицкий скончался 1 ноября 1944 года во Львове. Похоронен в крипте Собора святого Юра — своего Львовского митрополичьего кафедрального собора.
После смерти Шептицкого и проведения ликвидации УГКЦ, в 1946 году МГБ провело «комбинацию» в отношении священника УГКЦ И. Котива, в ходе которой была получена информация о возможных тайниках и архивах Шептицкого. 29 марта 1946 года группой МГБ СССР в результате ареста и активного допроса монаха А. Кульбенко были выявлены тайники в здании митрополичьих палат и прилегающих строениях, обнаружены и конфискованы значительные ценности.

Из письма министра госбезопасности УССР министру госбезопасности СССР об изъятии документов и ценностей из Собора «Св. Юра» в г. Львове:
- 1. Изделий из золота и драгоценных камней — 7 предметов. В том числе: бриллиантов 21 карат (не считая украшений из мелких алмазных осколков-розеток) и цепь к ордену «Австрийской короны» пробы 750, весом чистого золота — 349,5 гр. Стоимостью изъятых ценностей по заготовительной оценке экспертов (в твердых закупочных ценах) — 42 820
- 2. Серебряных изделий разных — 211 шт. общим весом 42 кг 98 гр. По аналогичной оценке экспертов стоимость составляет руб. — 24 785. В числе этих изделий изъяты:
  - а) поднос большой весом 12 кг 300 гр. − 1 шт.
  - б) столовый сервиз (ложки, ножи, вилки и проч.) — 180 предметов.
  - в) орден «Александра Невского» царского правительства — 1 шт.
  - г) Австрийский орден «Леопольда» — 1 шт.
  - д) орден «Австрийской короны» 1 кл. — 1 шт.

Общая оценка изъятого, определённая экспертами в твердых закупочных прейскурантных ценах, — 67 тысяч 605 руб. Кроме перечисленных ценностей, в тайниках изъято большое количество церковной одежды, литературы и переписки Шептицкого, имеющей оперативно-важное значение […].

## Посмертная оценка заслуг
В 1964 году израильский институт-мемориал Яд ва-Шем впервые отказал Андрею Шептицкому в присвоении звания «Праведник народов мира» с 1964 года.
В 1981 году бывший главный раввин ВВС Израиля Давид Кахане вновь обратился с подобным ходатайством. В 1943 году львовский раввин Кахане бежал из Яновского концлагеря и укрылся у Шептицкого, который также прятал его жену и дочь. Как свидетельствовал Кахане, митрополит и его люди в годы войны спасли на Западной Украине более 100 евреев. Однако из 13 членов комиссии, рассматривавшей вопрос, двое воздержались, пятеро высказались за присуждение звания и шесть — против (Кахане, который также был членом комиссии, воздержался). В результате звание присвоено не было. Причиной этого стало сотрудничество Шептицкого с немецкими оккупантами, в том числе участие в создании дивизии СС «Галичина».
Вопрос о присвоении Шептицкому звания Праведника с тех пор рассматривался ещё несколько раз, но каждый раз это предложение отклонялось.
В 2007 году такое решение вызвало неоднозначную реакцию. Например, два польских автора выразили возмущение этим фактом в газете «The Jerusalem Post». В мае 2008 года еврейская община Украины приняла собственное решение признать его Праведником.
В 2015 году, когда на Украине отмечали 150-летие со дня рождения митрополита, а президент Украины Пётр Порошенко просил Ватикан о причислении Шептицкого к лику католических блаженных, сам Порошенко, глава УГКЦ верховный архиепископ Святослав Шевчук и председатель украинской еврейской организации «ВААД» Иосиф Зисельс вновь обратились в Яд ва-Шем и вновь получили отказ.
Отказ в признании заслуг Шептицкого в деле спасения евреев во время оккупации Яд ва-Шем объясняет следующим: 26 декабря 1939 года, после вхождения Западной Украины в состав СССР, Шептицкий жаловался в Ватикан на то, что вместе с «безбожными Советами» в Галицию прибыло огромное количество евреев и еврейское присутствие «отягощает жизнь»: «Поразительно много евреев вторглись в экономику и придали Советской власти черты мелкой жадности, характерной для еврейских лавочников. В школах руководят евреи или атеисты, там воцарилось безбожие», — жаловался Шептицкий.
30 июня 1941 года, во время еврейских погромов во Львове, Шептицкий отказал главному раввину Львова Исааку Левину в его просьбе остановить истребление евреев, сказав, что «толпа скоро успокоится». В результате погромов погибли тысячи львовских евреев, а сам Исаак Левин — друг митрополита — был убит гестапо.

## Благотворительность и меценатство
Митрополит поддерживал деятельность украинских культурно-просветительских обществ «Просвита», «Родная школа», «Сельский хозяин». Является основателем Национального музея во Львове, здание для которого приобрёл в 1905 году на собственные средства. Благодаря попечению Шептицкого в музее собрана одна из крупнейших в Европе коллекций иконописи.
Для первой Епархиальной библиотеки в Станиславове митрополит передал 4 тысячи книг из личной библиотеки. При содействии митрополита был открыт Академический Дом, «Народна Лічниця» (Народная Больница, 1903—1938, которая впоследствии стала современным госпиталем), несколько гимназий. В 1932 году своим ходатайством к чешскому правительству Андрей Шептицкий спас от закрытия украинскую хозяйственную академию, основанную в 1922 году в Подебрадах. Шептицкий также являлся учредителем Земельного банка во Львове (1910), а также кредитного союза «Руська ощадниця» в Перемышле.
На средства митрополита приобретено здание, где разместилась художественная школа В. Новакивского и мастерская М. Сосенко и О. Куриласа. Шептицкий предоставлял стипендии молодым украинским художникам для получения художественного образования в лучших учебных заведениях Европы. Им основана Львовская Богословская Академия (в 1928 году — единственный украинский вуз на территории Польши).
В сумме на детские дома потрачено более 1 миллиона долларов, включая ежегодные подарки на Песах еврейским детям из бедных семей.
Мерами Комиссии охраны природы при Научном товариществе им. Т. Шевченко митрополит дал указание создать в Львовской митрополии заповедник кедровых лесов в п. Подлютое, и заповедник степной растительности у подножья Чёртовой Горы на Рогатинщине. Это были одни из первых природных заповедников на Украине. А. Шептицкий лично способствовал открытию курортов (Черча).

## Память
Памятники Андрею Шептицкому установлены в Ивано-Франковске, Львове, Тернополе и др..

## Галерея

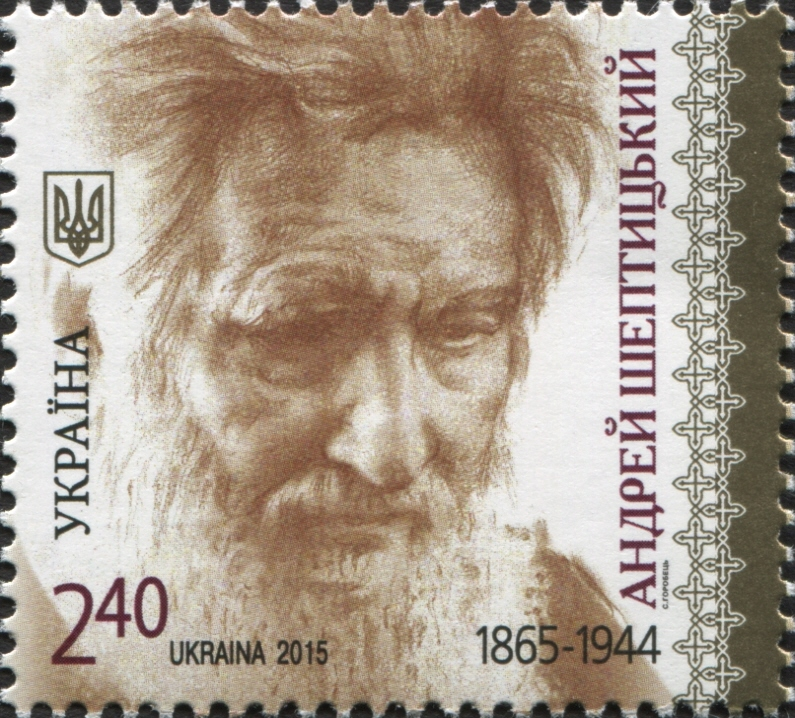
Марка Украины, посвящённая Андрею (Шептицкому). 2015 г.
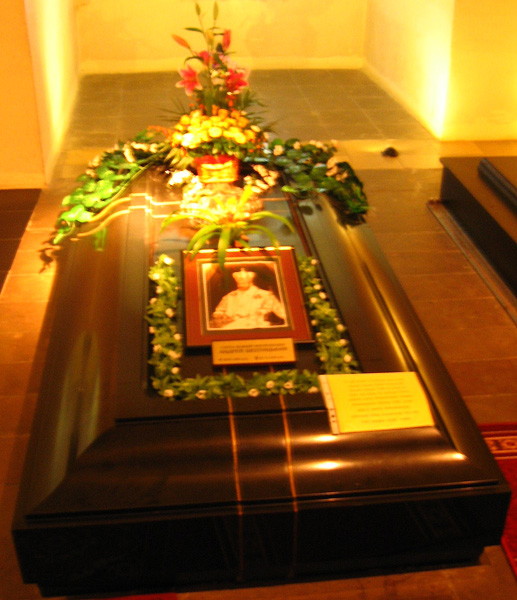
Могила Андрея Шептицкого в крипте собора Святого Юра во Львове
Мемориальная доска А. Шептицкому на фасаде здания Тернопольской украинской гимназии им. И. Франко
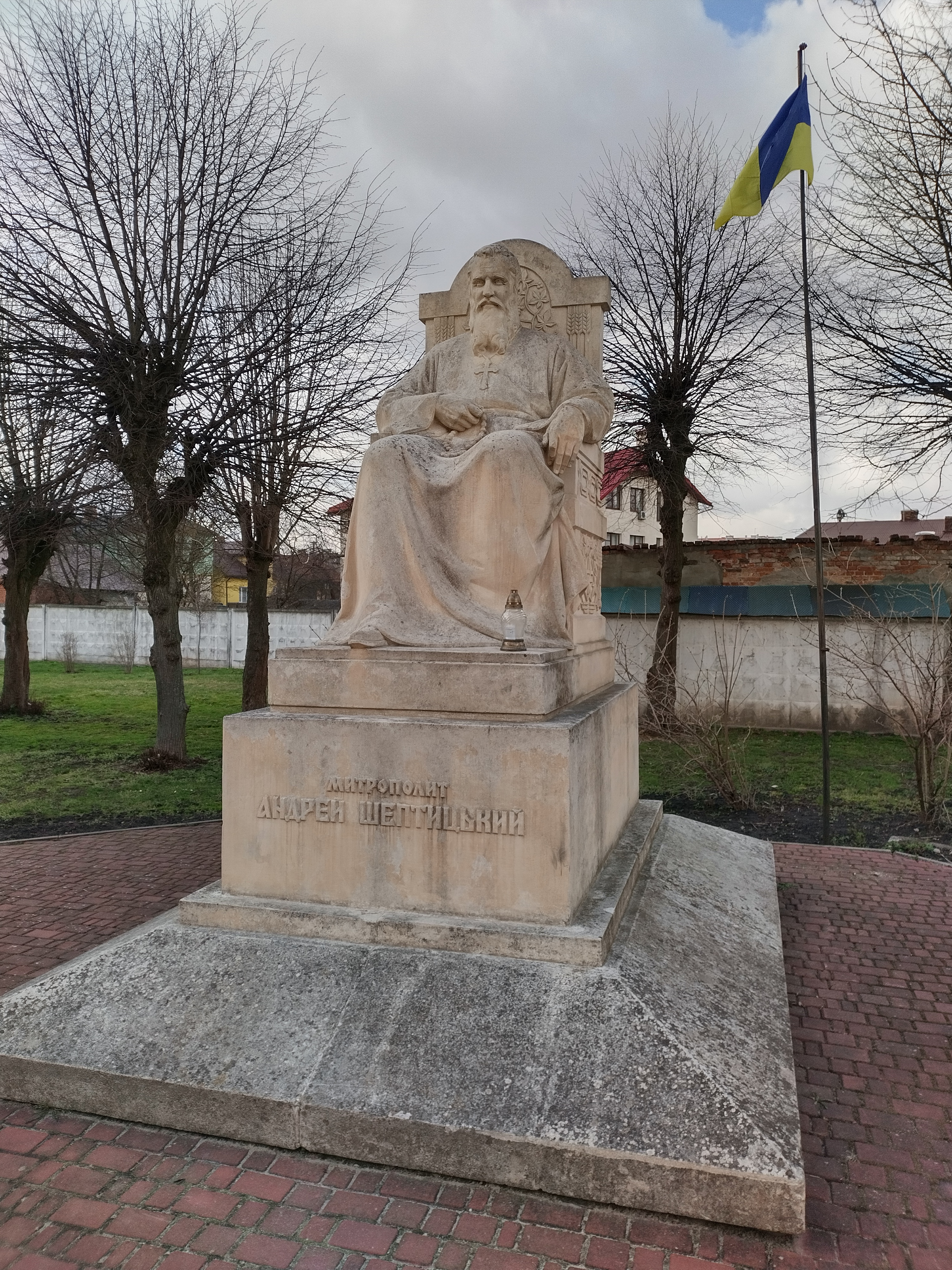
Памятник А. Шептицкому в Яворове

## Сочинения
- О Российском Католическом Экзархате (1927)
- Об обрядных делах (1931)
- Верность традиции (1931)
- Труд для соединения Церквей (1940)
- Про обряды (1941)
- Как строить Родной Дом (1941)
- Митрополит Андрей Шептицький і греко-католики в Росіі. Кн. 1: Документи і матеріяли, 1899—1917 / Сост.: Юрій Аввакумов, Оксана Гайова. Львов, 2004—924 c. ISBN 966-7034-49-6 Кн. 2 не издавалась (в числе прочего должна была включать переписку Шептицкого с римской курией)

## Киновоплощения
- Дмитрий Степовой («Иванна», 1959),
- Сергей Полежаев («Тайны святого Юра», 1982)
- Сергей Романюк («Владыка Андрей», 2008)